# Losach
Losach ist die Bezeichnung für einen Einzelhof in der Gemeinde Prägraten am Großvenediger. Losach wird zur Fraktion Sankt Andrä gezählt und wurde bis 1971 gemeinsam mit dem benachbarten Hof Blusen als Streusiedlung Losach-Blusen ausgewiesen.

## Geographie
Der Hof Losach liegt an der rechten Talseite der Isel am gegenüberliegenden Ufer vom nördlich gelegenen Bichl bzw. Sankt Andrä. Westlich von Losach liegt der ebenfalls zu Sankt Andrä zählende Bauernhof Blusen bzw. Blusn, östlich die Streusiedlung Gritzach, über die Losach von Sankt Andrä aus per Fahrweg erreichbar ist.

## Geschichte
Losach wurde von der Statistik Austria lange Zeit nicht eigens genannt, sondern als Teil von Sankt Andrä miteingerechnet. Erst im Zuge der Volkszählung 1951 wurden die benachbarten Höfe Losach und Blusen als Streusiedlung Losach-Blusen bestehend aus zwei Häusern mit acht Einwohnern extra ausgewiesen. 1961 lebten in den beiden Höfen 17 Menschen, 1971 waren es acht. Als Einzelhof taucht Losach erstmals alleinstehend im Ortsverzeichnis 1981 der Statistik Austria auf. Zu dieser Zeit lebten neun Menschen in Losach. Seit 1991 werden Blusen und Losach zwar als eigenständige Einzelhöfe bzw. Einzelhäuser jedoch ohne Bevölkerungszahlen oder weitere Daten ausgewiesen.

## Bauwerk und Wegkreuz

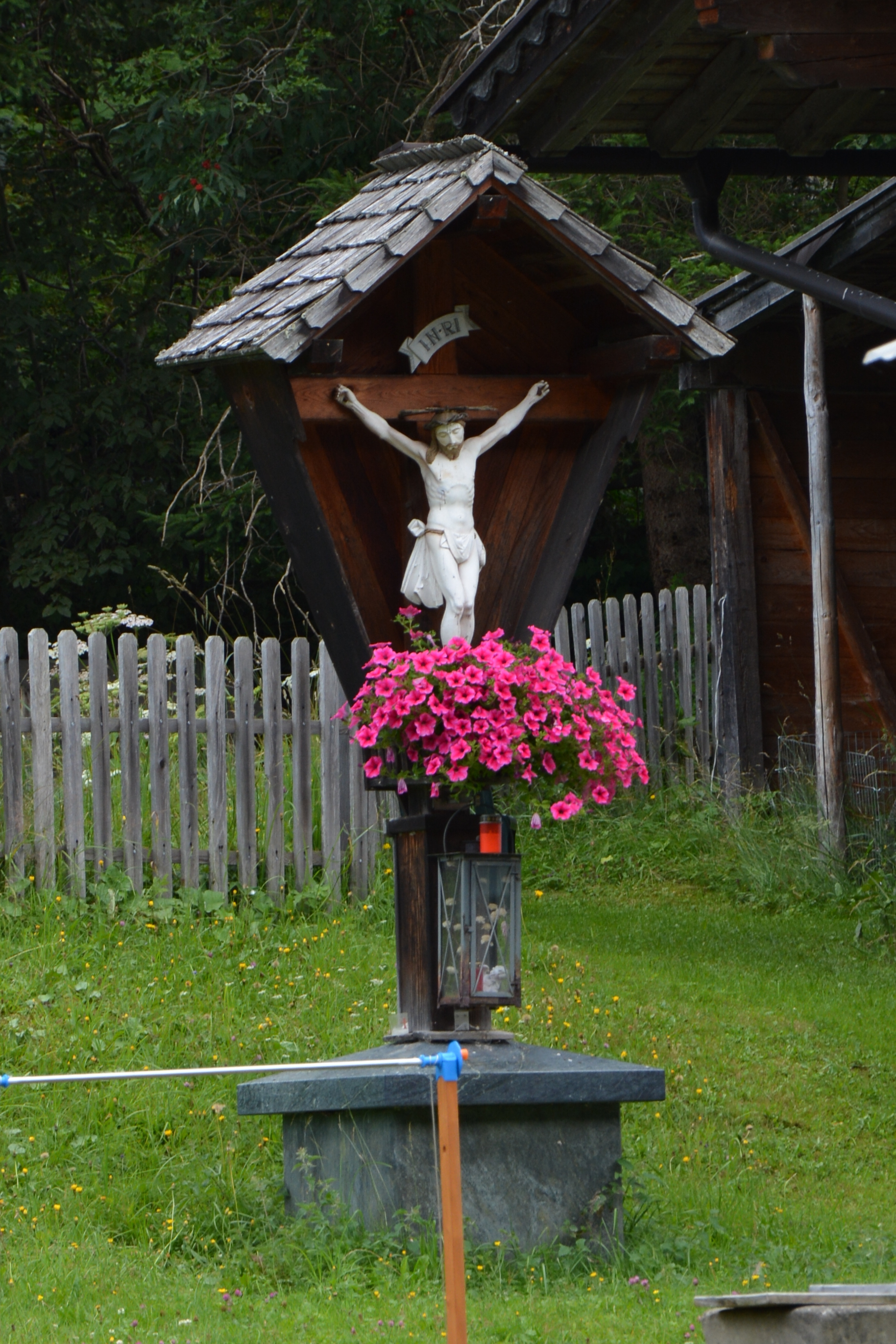
Wegkreuz Losach

Beim noch aktiv betriebenen Bauernhof Losach (auch Losacher) handelt es sich um einen Einhof mit Nebengebäuden. Das Wegkreuz Losach stammt vermutlich aus dem Anfang des 18. Jahrhunderts. Es handelt sich um einen Corpus im Dreinageltypus in geschlossenem Bretterkasten. Der Corpus ist in gerader Haltung vor dem Kreuz ausgespannt, das Haupt mit stilisiertem Haar und Bart leicht nach vorne gesenkt. Das Lendentuch wurde über einem doppelten Strick ausgeführt.